# Julie Berry
Julie Gardner Berry (Nova York, 3 de setembro de 1974) é uma escritora norte-americana de livros infantis e juvenis, vencedora de diversos prêmios literários.
Berry escreve obras nos gêneros de romance histórico e contemporâneo, suspense romântico, fantasia e literatura infanto-juvenil. Ela também escreve literatura infantil sob o pseudônimo de Lexi Connor.

## Biografia
Berry cresceu em uma fazenda na vila de Medina, na zona rural do Condado de Orleans, em Nova York, sendo a caçula de sete irmãos em uma família mórmon. Em 1995, formou-se em Comunicação pelo Instituto Politécnico Rensselaer (RPI), em Troy, Nova York, e, em 2008, concluiu um Mestrado em Belas Artes pelo Vermont College of Fine Arts.
Foi no RPI que Berry conheceu seu marido, o ator Phil Berry. Eles se casaram em 1995 e tiveram quatro filhos. A família viveu por muitos anos em Maynard, Massachusetts, a oeste de Boston, antes de se mudar para Temple City, na Califórnia. Nos primeiros anos de sua carreira como escritora, Berry também trabalhou como diretora de marketing na empresa da família, especializada em software de coleta de dados. Enquanto morava em Maynard, foi colunista do MetroWest Daily News. Foi após o nascimento do quarto filho que Berry resolveu se dedicar ao sonho da escrita. Seu primeiro livro foi escrito ainda na faculdade, mas ele não foi publicado.
Em 2021, Julie e sua família retornaram a Medina, Nova York, onde ela comprou a livraria independente The Book Shoppe, que reformou e rebatizou como Author’s Note.

## Prêmios e reconhecimentos
Sete livros de Berry foram selecionados pelo Junior Library Guild:  
- All the Truth That's In Me (2014)
- The Passion of Dolssa (2017)
- The Emperor’s Ostrich (2017)
- Lovely War (2019)
- Wishes and Wellingtons (2020)

All the Truth That's in Me foi considerado um dos melhores livros do ano por The Horn Book, Kirkus Reviews e School Library Journal.  
The Scandalous Sisterhood of Prickwillow Place foi eleito um dos melhores livros infantis de 2014 pelo Wall Street Journal.
The Passion of Dolssa foi listado como um título notável pelo New York Times.
Lovely War tornou-se um best-seller do *New York Times* e foi eleito um dos melhores livros de 2019 por diversas publicações, incluindo The Bulletin of the Center for Children's Books, The Horn Book, Kirkus Reviews, Publishers Weekly, School Library Journal, Shelf Awareness e o Wall Street Journal. Além disso, foi um dos livros infantis notáveis do New York Times em 2016.

### Brasil
No Brasil, seu livro Lovely War foi publicado em 2024 com o título Guerra, Adorável Guerra, pela DarkSide Books, com tradução de Nilsen Silva.

## Livros
- 2009: The Amaranth Enchantment
- 2010: Secondhand Charm
- 2013: All the Truth That's in Me
- 2014: The Scandalous Sisterhood of Prickwillow Place
- 2016: The Passion of Dolssa
- 2017: The Emperor's Ostrich
- 2017: Lovely War, publicado como Guerra, adorável guerra no Brasil (2024)
- 2019: Long Ago, On a Silent Night, com Annie Won (ilustradora)
- 2021: Cranky Right Now
- 2023: The Night Frolic, com Jaime Zollars (ilustrador)
- 2024: Railway City Writes: Short Stories and Poems from the Elgin Writers Guild (participação em coletânea)
- 2025: If Looks Could Kill

### Série Wishes and Wellingtons
- 2018: Wishes and Wellingtons, com Chloe Bristol (ilustradora)
- 2021: Crime and Carpetbags
- 2022: Burglars and Bluestockings, com Chloe Bristol (ilustradora)

### Série Splurch Academy for Disruptive Boys
- 2010: The Rat Brain Fiasco, com Sally Gardner (ilustradora)
- 2010: Curse of the Bizarro Beetle, com Sally Gardner (ilustradora)
- 2011: The Colossal Fossil Freakout, com Sally Gardner (ilustradora)
- 2011: The Trouble with Squids, com Sally Gardner (ilustradora)